# Dorysthenes
Dorysthenes is een kevergeslacht uit de familie van de boktorren (Cerambycidae). De wetenschappelijke naam van het geslacht werd voor het eerst geldig gepubliceerd in 1826 door Vigors.

## Soorten
Dorysthenes omvat de volgende soorten:
- Dorysthenes sternalis (Fairmaire, 1902)
- Dorysthenes walkeri Waterhouse, 1840
- Dorysthenes hydropicus (Pascoe, 1857)
- Dorysthenes paradoxus (Faldermann, 1833)
- Dorysthenes pertii Hope, 1833
- Dorysthenes angulicollis (Fairmaire, 1886)
- Dorysthenes beli Lameere, 1911
- Dorysthenes buquetii (Guérin-Méneville, 1844)
- Dorysthenes dentipes (Fairmaire, 1902)
- Dorysthenes florentinii (Fairmaire, 1895)
- Dorysthenes gracilipes Lameere, 1915
- Dorysthenes huegelii (Redtenbacher, 1848)
- Dorysthenes indicus (Hope, 1831)
- Dorysthenes zivetta (Thomson, 1877)
- Dorysthenes granulosus (Thomson, 1861)
- Dorysthenes planicollis (Bates, 1878)
- Dorysthenes elegans Ohbayashi N., 1981
- Dorysthenes fossatus (Pascoe, 1857)
- Dorysthenes igai (Matsushita, 1941)
- Dorysthenes pici Lameere, 1912
- Dorysthenes davidis Fairmaire, 1886
- Dorysthenes montanus (Guérin-Méneville, 1840)
- Dorysthenes rostratus (Fabricius, 1793)